# Poder
Poder (do latim potere) é a capacidade de deliberar arbitrariamente, agir, mandar e também, dependendo do contexto, a faculdade de exercer a autoridade, a soberania, o império. Poder tem também uma relação direta com capacidade de se realizar algo, aquilo que se "pode" ou que se tem o "poder" de realizar ou fazer.
Desde os primórdios da humanidade as relações entre indivíduos/grupos se deram visando o poder, o monopólio, seja ele económico, militar ou qualquer outro. Uma relação de poder pode se formar por exemplo, no momento em que alguém deseja algo que depende da vontade de outra pessoa. Esse desejo estabelece uma relação de dependência de indivíduos ou grupos em relação a outros. Quanto maior a dependência de A em relação a B, maior o poder de B em relação a A.

## Filosofia
A filosofia política aborda as diferentes perspectivas nas quais os pensadores Hobbes, Arendt e Michel Foucault conceituam o poder. Segundo Thomas Hobbes, "a organização do Estado e dos poderes coincide com um contrato social que substitui o estado de Natureza no qual dominava a força física e a lei do Mais Forte, o que ele denomina de Mundo Cão ou Caos Social". Quando todos detêm o poder, "na realidade, este poder é inexistente de fato e de Direito no Caos Social"(deixando claro que se trata do poder politico de Governar o Estado ou Nação politicamente organizada mais precisamente o País, Segundo Thomas Hobbes), pois, "no limite, o poder é exercido pelo mais forte esse o Estado de Direito". Alertando Thomas Hobbes para "o caso da Corrupção que é dúbio em seu sentido e perverso na consistência que é um poder que ele define como  Paralelo ao Direito e Oposto em sua totalidade ao Contrato Social" (Contrato Social é entendido no que hoje denominamos de Constituição Segundo Thomas Hobbes). 
Para Hannah Arendt, poder implica necessariamente a existência de duas ou mais pessoas, ou seja, o poder é sempre relacional. A política, em seu sentido moderno, pressupõe a legitimação do poder, isto é, tanto governantes quanto governados devem estar de acordo com as regras do jogo que estabelecem o exercício do poder. Isto porque, segundo Arendt, a política se contrapõe ao mundo natural sendo, por esta forma, o modo mais racional do exercício do poder, já que nas relações em que impera a força bruta, não há espaço para a política, ou melhor, destrói-se o ambiente no qual é possível o exercício de poder político. Assim, poder seria o oposto da violência. A violência acontece quando se dá a perda de autoridade e poder. 
Enquanto para Foucault, o poder é menos uma propriedade que uma estratégia, e seus efeitos não são atribuídos a uma apropriação, mas a disposições, a manobras, táticas, funcionamentos; ele se exerce mais do que se possui, não é o privilégio adquirido ou conservado da classe dominante, mas o efeito de conjunto de suas posições estratégicas. 

## Sociologia
No que se refere aos estudos da sociologia, o poder é definido geralmente, como a habilidade de impor a sua vontade sobre os outros, mesmo se estes resistirem de alguma maneira. Existem, dentro do contexto sociológico, diversos tipos de poder: o poder social (de Estado); o poder econômico (poder empresarial); o poder militar (poder político); entre outros. Foram importantes para o desenvolvimento da atual concepção de poder nos trabalhos de Max Weber e Pierre Bourdieu. 
Para Max Weber poder seria a probabilidade de um certo comando com um conteúdo específico ser obedecido por um grupo determinado. Bourdieu preocupou-se com o poder simbólico que seria o poder invisível que só pode ser exercido com a cumplicidade daqueles que estão sujeitos a esse poder ou mesmo daqueles que o exercem.
Através das diversas formas e conceitos de diferentes pensadores no que tange o tema poder, é possível analisarmos o quão é relevante e quais as consequências que o poder organizacional ou empresarial pode ter.
Quando a busca de poder é constante nas empresas, normalmente o indivíduo usa suas habilidades para persuadir as pessoas e dessa forma atingir suas metas e objetivos organizacionais.
Segundo os sociólogos Crozier e Friedberg, o poder é um comportamento que sempre apresenta um aspecto ofensivo, que é aproveitar as oportunidades para melhorar situação, e outro defensivo, que consiste em manter e ampliar sua margem de autonomia e sua capacidade de atuar. Para estes autores, as características estruturais de uma organização delimitam ou restringem o exercício do poder entre seus membros e definem as condições nas quais estes podem negociar entre si. A organização permite o desenvolvimento de relações de poder e lhes dá um caráter permanente.  
Um dos tipos de poderes que existe quase sempre nas empresas é o poder coercitivo,  que é aquele cuja base é a capacidade de punição e está baseado na crença daqueles que acham que devem assim proceder para evitar punição. Um exemplo disso é quando um funcionário se submete ao que o chefe ordena, pois tem medo de ser demitido.  
Portanto pode- se perceber que o poder nas organizações geram diversos conflitos, devido às grandes mudanças que ocorrem na sociedade. Essas mudanças afetam a relação de trabalho e a qualidade do relacionamento interpessoal entre níveis hierárquicos. A centralização de poder nas mãos de poucos leva a grande maioria dominada a insatisfação e falta de perspectiva de mudanças.

## Princípios de poder em relacionamentos interpessoais

### Como percepção
O poder é uma percepção no sentido de que algumas pessoas podem ter poder objetivo, mas possuem problemas em influenciar os outros. Pessoas que usam sinais de poder e agem proativamente tendem a ser percebidas como poderosas por outros. Algumas pessoas tornam-se influentes, embora não utilizem abertamente um comportamento de poder.

### Conceito de relacionamento
O poder existe em relacionamentos. A questão aqui é o quanto de poder relativo uma pessoa tem em relação à outra. Parceiros em relações íntimas muitas vezes influenciam uns aos outros em momentos diferentes em várias situações.  

### Baseado em recursos
Poder geralmente representa uma disputa por recursos. Os recursos mais escassos e valiosos são as mais intensas e prolongadas disputas de poder. A hipótese de escassez indica que as pessoas têm mais poder quando os recursos que possuem são difíceis de obter ou estão em alta demanda. No entanto, recurso escasso conduz ao poder somente se ele é valorizado dentro de uma relação.

### Princípio do menor interesse
A pessoa com menos a perder tem maior poder no relacionamento. Poder dependência indica que aqueles que são dependentes de seu relacionamento ou parceiro não possuem menos poder, especialmente se eles sabem que o seu parceiro não está comprometido e pode deixá-los. O princípio do menor interesse sugere que, se existe uma diferença na intensidade de sentimentos positivos entre os parceiros, o parceiro que se sente o mais positivo está em desvantagem de poder. Há uma relação inversa entre o interesse no relacionamento e o grau de poder relacional.

### Habilitador ou desabilitador
O poder pode ser habilitador ou desabilitador. Pesquisas mostram que pessoas estão mais propensas a ter uma influência duradoura sobre outras quando elas adotam um comportamento dominante que reflita habilidade social, em vez de intimidação. As pessoas que se comunicam através de autoconfiança tendem a ser bem-sucedidas em alcançar seus objetivos e manter um bom relacionamento. O poder pode ser incapacitante, quando se leva a padrões destrutivos de comunicação. Isso pode levar a uma situação em que a pessoa com menos poder muitas vezes hesita em comunicar possíveis insatisfações, assumindo uma postura defensiva. Este efeito tem consequências negativas para a satisfação relacional.

### Prerrogativa
O princípio da prerrogativa afirma que o indivíduo com mais poder pode fazer e quebrar as regras. Pessoas poderosas podem violar as normas, quebrar as regras relacionais e gerenciar as interações sem tantas consequências quanto as pessoas de menor poder. Estas ações podem reforçar o poder de dependência da pessoa com mais poder. Além disso, essa possui a prerrogativa de gerenciar as interações verbais e não-verbais. Elas podem iniciar conversas, mudar temas, interromper os outros, iniciar toque, e as discussões finais com mais facilidade do que as pessoas com menos poder.

## Táticas de poder
Táticas de poder são práticas de influência exercidas para alcançar um objetivo específico almejado, transformando suas bases de poder em ações específicas. 
São ferramentas utilizadas, normalmente, por gestores de empresas a fim de influenciar seus subordinados ou superiores para próprio benefício ou para benefício de toda a organização. Apesar de serem utilizadas com maior frequência em ambientes empresariais, podem ser utilizadas com a mesma finalidade em outras entidades, como governo, órgãos reguladores, partidos políticos, ambientes familiares, entre outros.

### Sete dimensões
Um estudo clássico de Kipnis, Schmidt, Swaffin-Smith e Wilkinson (1934) foi realizado com 165 administradores de companhias americanas, australianas e inglesas com o intuito de verificar as diferentes formas de como chefes, colegas ou subordinados eram influenciados por eles em ambientes empresariais. Identificaram-se então as sete táticas ou estratégias mais representativas sobre a forma de como funcionários influenciam outros, e quais os fatores determinantes na escolha de uma tática específica. 
A abordagem sobre o tipo de tática de influência escolhida por subordinados ou superiores contribui diretamente para as tomadas de decisões ou para potenciais desenvolvimentos de uma organização.
1. Razão: essa técnica utiliza de dados empíricos para dar embasamento ao argumento abordado;
2. Amabilidade: utiliza do relacionamento com quem se deseja exercer a influência (subordinado ou superior); elogios, postura humilde e clima amigável são abordados nessa estratégia;
3. Coalizão: essa técnica se utiliza do apoio dos demais indivíduos para sustentar uma ideia;
4. Barganha: utiliza-se da negociação por meio de troca de benefícios para obter apoio no alcance de determinado objetivo;
5. Afirmação: essa dimensão utiliza de uma abordagem mandatória, afirmando a ideia de superioridade àquele que recebe a ordem;
6. Autoridades superiores: busca o apoio de membros de cargos altos na entidade, ou em um nível acima daquele que possui a ideia;
7. Sanções: essa técnica utiliza de recompensas e/ou punições àqueles que vão ao encontro de uma ideia, ou de encontro a ela.

### Utilização em organizações

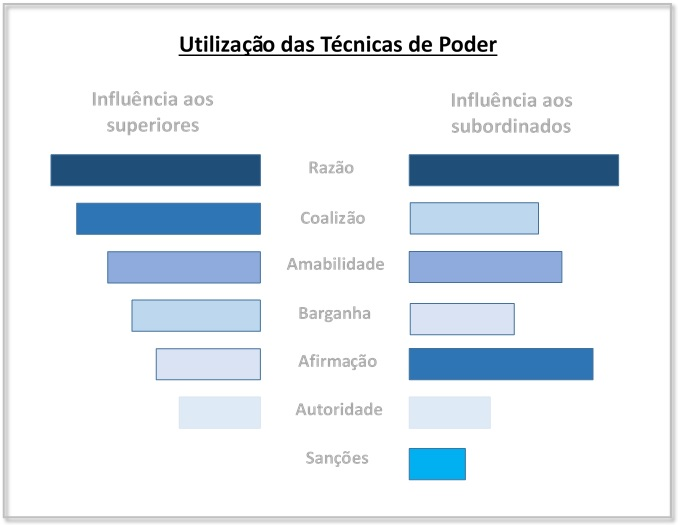
Técnicas de poder

Segundo o estudo, a escolha das técnicas de influência depende majoritariamente a quem serão direcionadas (subordinados ou superiores). A imagem ao lado demonstra os níveis de utilização com subordinados e superiores.
A utilização das táticas de poder em uma organização varia conforme seus aspectos culturais, bem como seu posicionamento perante o mercado. O poder relativo do administrador permite diferentes abordagens no momento da escolha da estratégia, que sofre influência direta à sua posição relativa (superior ou subordinado). Outro fator de influência é sua expectativa com relação ao consentimento da pessoa-alvo, que também irá orientá-lo na seleção das táticas, além de suas experiências anteriores de sucesso ou insucesso.